# 3106 Morabito
3106 Morabito је астероид главног астероидног појаса чија средња удаљеност од Сунца износи 3,149 астрономских јединица (АЈ).
Апсолутна магнитуда астероида је 10,8.